# Skriftlärd
En skriftlärd var i det gamla Israel en privat eller officiell skrivare av dokument, annaler eller liknande.
Från tiden efter den babyloniska fångenskapen blev termen en benämning på någon som studerat de heliga texterna och kunde ge besked om deras tolkning. Den förste i Bibeln som kallas skriftlärd är Esra.